# Harpagoxenus
Harpagoxenus é um gênero de insetos, pertencente a família Formicidae.

## Espécies
- Harpagoxenus canadensis Smith, 1939
- Harpagoxenus sublaevis (Nylander, 1849)
- Harpagoxenus zaisanicus Pisarski, 1963